# Celina di Santo
Pour les articles homonymes, voir di Santo.
Celina di Santo née le 23 février 2000, est une joueuse de hockey sur gazon argentine. Elle évolue au poste de milieu de terrain avec l'équipe nationale argentine.

## Carrière
- Elle a fait ses débuts en équipe première en décembre 2019 pour un triple match amical face à l'Allemagne à Buenos Aires.

## Palmarès
- : 1re aux Jeux olympiques de la jeunesse en 2018.
- : 2e à la Ligue professionnelle 2020-2021.
- : 1re à la Coupe d'Amérique en 2022.
- : 1re à la Ligue professionnelle 2021-2022.